# Dyopedos normani
Dyopedos normani är en kräftdjursart som först beskrevs av Georg Ossian Sars 1894.  Dyopedos normani ingår i släktet Dyopedos och familjen Podoceridae. Arten har ej påträffats i Sverige. Inga underarter finns listade i Catalogue of Life.